# Castlevania
Castlevania (キャッスルヴァニア Kyassuruvania?) es una serie de videojuegos, creada y desarrollada por Konami. Esta serie debutó en Japón con la primera versión de Akumajō Dracula (悪魔城ドラキュラ Akumajō Dorakyura) para las plataformas Famicom Disk System (FDS) y un mes después para MSX 2 en 1986. Aunque la versión de MSX 2 (que fue conocida en Europa como Vampire Killer) fue la primera versión sacada a la venta fuera de Japón, esta no fue la versión original. En América no se conoció hasta que la versión FDS fue reprogramada en formato de cartucho para NES en 1987, bajo el título de Castlevania. Esto ha llevado muchas veces a la confusión sobre en qué plataforma salió primero, estando claro que fue en Famicom Disk System.
El título occidental de la serie, Castlevania, es una mezcla de las palabras "Castle" ("castillo" en inglés) y "Transilvania" (lugar donde comúnmente transcurre el argumento de los juegos); este es el nombre del castillo del conde Drácula en los juegos de la serie. Su título oficial en japonés es Akumajō Dracula, traducido literalmente al inglés como Demon Castle Dracula (Castillo Demoníaco de Drácula). Al llegar a occidente el primer juego de la serie, se decidió renombrarlo como Castlevania, debido a que al entonces vicepresidente de Konami en América, Emil Heidkamp, no le agradaron las connotaciones religiosas del título original.
En febrero de 2017, la plataforma de streaming Netflix anunció la producción de una serie de estilo anime basada en Castlevania III: Dracula's Curse, producida por Adi Shankar. En mayo del mismo año se mostró el primer tráiler, y se confirmó el estreno para el 7 de julio de 2017. La serie fue renovada para una segunda temporada que se estrenó en octubre de 2018, con una tercera temporada en producción, que se estrenó en marzo de 2020 y la última temporada en mayo de 2021.
En 2023 se estrenó en Netflix, Castlevania: Nocturne basada en Castlevania: Symphony of the Night y Castlevania: Rondo of Blood.

## Descripción
La serie Castlevania trata sobre una guerra entre los descendientes de la familia Belmont y el conde Drácula. Cada cien años, Drácula resucita y es la labor del clan Belmont derrotarlo antes de que cause mucho dolor y sufrimiento. Las localizaciones del juego casi siempre se dan en la región de Valaquia (Rumanía), pero hay algunos juegos en los que las localizaciones se distribuyen en Europa, como Castlevania: The New Generation (recorre 6 niveles en diferentes países de Europa, a saber: Rumania, Grecia, Italia, Alemania, Francia e Inglaterra) y Castlevania: Circle of the Moon (se desarrolla en Austria). En Castlevania: Aria of Sorrow, la acción ocurre en Japón.
El miembro más notable de la familia Belmont es, quizás, Simon Belmont, el personaje principal de los primeros juegos. Sin embargo, en los juegos aparecen muchos más personajes, que incluyen familiares de los Belmont, y otros personajes de los cuales el jugador puede tomar el control. Entre ellos están Alucard, el hijo de Drácula; Héctor, un antiguo sirviente de Drácula, y Soma Cruz, la reencarnación de Drácula. También son famosos varios personajes femeninos, siendo los más populares Maria Renard, Shanoa y Charlotte Aulin.
La serie está basada levemente en la mitología de la novela Drácula, de Bram Stoker. De hecho, los primeros videojuegos de la serie tenían parte de los clichés y tópicos de las películas clásicas del cine de terror. La novela incluso forma parte de la cronología oficial de la serie con los eventos que toman lugar antes de Castlevania: The New Generation. La conexión incluso va tan lejos que afirma que Quincey Morris, un personaje de la novela, es, de hecho, un descendiente lejano del clan Belmont. A pesar de esto, en Castlevania también se dan cita monstruos sacados de diversas mitologías de la humanidad (griega, egipcia, sumeria, maya, china, hindú, etc.), criaturas de la criptozoología, de las obras de Lovecraft, etc.
Como dato curioso, el Conde Drácula de la versión animada de Toei Animation sobre la serie de cómics de Marvel ('The Tomb of Dracula' - 1972 a 1979), de principios de los ochenta es muy parecido a las ilustraciones de Drácula en la serie de Castlevania y probablemente haya sido una fuente de inspiración.

## Evolución de la serie
La mecánica de los juegos es muy similar en las primeras versiones. Son las clásicas aventuras de plataformas en las que el jugador toma el rol de un guerrero de la familia Belmont armado con un látigo y se aventura dentro del Castlevania, para pelear contra diferentes monstruos y fantasmas. En la mayoría de los juegos, siendo los miembros del clan Belmont los protagonistas, el arma principal es un látigo sagrado, llamado Vampire Killer (o Mata Vampiros en español), perteneciente a la familia Belmont. Otras armas disponibles son una Cruz que regresa al jugador que la lanza, Dagas, Cuchillos, Espadas, Hachas, la Biblia y botellas con Agua Bendita, también llamadas vulgarmente "Dinamita". En otros juegos en los que los protagonistas no son descendientes Belmont, las armas principales suelen variar, por ejemplo Soma y Alucard usan un amplio repertorio de armas físicas alternativas y Héctor puede crear sus propias armas o tomar las de los enemigos.
La apariencia general de los personajes también ha cambiado desde la primera versión. En los primeros juegos el estilo artístico era muy occidental donde los personajes principales son guerreros con armaduras de cuero y otros tipos de trajes de batalla. Conforme nuevos juegos de Castlevania fueron apareciendo, el diseño de vestuario de los héroes cambió para ser más elegante y elaborado, reflejando una evolución de los juegos. Este look moderno adoptado por los personajes de los juegos más recientes se puede decir que fue introducido por Castlevania: Symphony of the Night, el primer juego que utilizó diseños de la pintora japonesa Ayami Kojima. Otro detalle notable es el diseño tipo anime, que estuvo presente en algunos juegos de la serie como: Castlevania Legends, Castlevania: Rondo of Blood, Castlevania: Dawn of Sorrow y Castlevania: Portrait of Ruin.
Con los nuevos juegos, se agregan nuevos elementos, esta vez más relacionado al RPG, por primera vez visto en Castlevania II: Simon's Quest. La cumbre de la serie llegó con Castlevania: Symphony of the Night para PlayStation y Sega Saturn. El juego tomó la apariencia y estilo de juego de Super Metroid y los elementos RPG introducidos en Castlevania II: Simon's Quest para aprovecharlos de mejor forma. Este estilo de juego (llamado Metroidvania por los fanes) se repetiría en las trilogías para Game Boy Advance y Nintendo DS.
Los primeros juegos que utilizaron gráficos 3D fueron Castlevania 64 y Castlevania: Legacy of Darkness para la consola Nintendo 64 en 1999. Por otra parte, en 2003, hubo otro juego de Castlevania en 3D que se titula Castlevania: Lament of Innocence y fue hecho para la consola PlayStation 2, ya que tiene un estilo de juego similar a Devil May Cry de la compañía Capcom pero con características únicas que lo diferencian del juego de Capcom. Otro juego en 3D de Castlevania que nunca salió a la venta es el llamado: "Castlevania Resurrection" para el Dreamcast, el cual iba a ser protagonizado por Sonia Belmont (de Castlevania Legends para Game Boy) y por Víctor Belmont. Otros juegos cancelados en la serie son el titulado simplemente "Castlevania" para la consola 32X y "Castlevania: Symphony of the Night" para la portátil Game.Com. Konami lanzó a fines del 2005 en América y Japón Castlevania: Curse of Darkness para PlayStation 2 y Xbox. El juego es muy similar a "Lament of Innocence", solo que encarnamos el papel de un nuevo personaje llamado Héctor, un Maestro Forjador de Almas que era sirviente de Dracula pero tras la muerte de la mujer a la que ama decide cobrar venganza de su antiguo maestro (Dracula). También lanzó en una fecha muy cercana Castlevania: Dawn of Sorrow (la secuela de Castlevania: Aria of Sorrow) para Nintendo DS. En él se implementa el uso de la pantalla táctil para romper rocas que impiden nuestro paso gracias a una habilidad especial, y para sellar a los jefes de nivel con un círculo mágico. Este Castlevania sigue las aventuras del joven Soma Cruz un año después de los sucesos ocurridos en Aria of Sorrow. El juego para la Nintendo DS que prosiguió fue Castlevania: Portrait of Ruin, secuela de Castlevania: The New Generation. Luego en 2008 salió el tercer y último juego para la Nintendo DS: Castlevania: Order of Ecclesia.
En 2009 se anunció una nueva entrega de la serie Castlevania producida por Kojima Productions y Mercury Steam, un equipo de desarrollo español de Madrid. Castlevania: Lords of Shadow se convierte en un reinicio de la toda la saga, vendiendo un millón de copias en sus primeros días. Lords of Shadow constituye un punto y aparte en la cronología oficial para forjar la historia de un nuevo protagonista llamado Gabriel, un caballero en busca de una máscara que pueda devolver la vida a su esposa. En el doblaje inglés de dicho juego han participado actores de Hollywood tales como Patrick Stewart, Jason Isaacs o Robert Carlyle.
El 26 de octubre de 2011 Konami publica la página oficial de un "remake" de Castlevania III: Dracula's Curse en forma de máquina tragaperras (pachislot) llamado "Pachislot Akumajō Dracula III" anunciando el lanzamiento del título para mediados de febrero de 2012.

## Desarrollo

### Variaciones regionales y localización
En Japón, la serie es conocida como Akumajō Dracula (悪魔城ドラキュラ Akumajō Dorakyura?, traducido literalmente al inglés como Devil's Castle Dracula). Sin embargo, no todas las entregas de la franquicia tuvieron ese título. Por ejemplo, los dos primeros juegos para Nintendo Game Boy, Castlevania: The Adventure y Castlevania II: Belmont's Revenge, fueron publicados en Japón con los títulos Dracula Densetsu y Dracula Densetsu II respectivamente, Castlevania III: Dracula's Curse fue originalmente lanzado en Japón como Akumajō Densetsu, mientras que Castlevania: The New Generation recibió en Japón el nombre de Vampire Killer. Después de la versión de Game Boy Advance, Castlevania: Harmony of Dissonance, los juegos japoneses adoptaron oficialmente el título occidental por un breve período, aunque se debería notar que la versión japonesa de Castlevania Chronicles (titulada Akumajo Nendaiki: Akumajo Dracula) utilizó por primera vez el título de Castlevania como parte del título alternativo en inglés. De acuerdo al productor de la serie, Koji Igarashi, los programadores eligieron adoptar el término Castlevania para incluir escenarios que no están relacionados con Drácula. El nombre de la serie volvió a cambiarse a su título original (en Japón) Akumajo Dracula con los nuevos juegos Castlevania: Dawn of Sorrow (titulado Akumajo Dracula: Sogetsu no Jujika en Japón) y Castlevania: Curse of Darkness (titulado Akumajo Dracula: Yami no Juin) debido a las constantes peticiones de los fanes en Japón, de acuerdo al productor. Castlevania: Lament of Innocence y Castlevania: Portrait of Ruin también adoptaron dicho título.
Esta serie también es famosa por sus diferencias entre las versiones japonesas y americanas. Cuando los juegos son localizados para los consumidores occidentales, usualmente pierden una cantidad de referencias e imágenes violentas o religiosas. Esta fuerte censura (la cual es una práctica común en varios juegos) hace que las versiones americanas sean más suaves, y tales diferencias pueden notarse por ejemplo en la secuencia de apertura de Castlevania IV, para la Super Nintendo.

## Lista de juegos de Castlevania
| Título Norteamericano/Europeo                                            | Título Japonés | Sistema | Año  |
| Castlevania                                                              | Devil's Castle Dracula (悪魔城ドラキュラ Akumajō Dorakyura) | Nintendo Entertainment System (NES), Famicom Disk System, Arcade VS, Commodore Amiga, PC, telefonía móvil, Wii | 1986 |
| Vampire Killer (Europa, Perú, Argentina y Brasil)                        | Devil's Castle Dracula (悪魔城ドラキュラ Akumajō Dorakyura) | MSX 2 | 1986 |
| Castlevania II: Simon's Quest                                            | Dracula II: The Accursed Seal (ドラキュラＩＩ呪いの封印 Dorakyura II: Noroi no Fūin)                                                                                    | Nintendo Entertainment System (NES), Famicom Disk System, PC                                                   | 1987 |
| Haunted Castle                                                           | Devil's Castle Dracula (悪魔城ドラキュラ Akumajō Dorakyura) | Arcade, PlayStation 2                                                                                          | 1988 |
| Castlevania: The Adventure                                               | The Legend of Dracula (ドラキュラ伝説 Dorakyura Densetsu) | Nintendo Game Boy                                                                                              | 1989 |
| Castlevania III: Dracula's Curse                                         | Legend of the Devil's Castle (悪魔城伝説 Akumajō Densetsu) | Nintendo Entertainment System (NES), PC                                                                        | 1990 |
| Super Castlevania IV                                                     | Devil's Castle Dracula (悪魔城ドラキュラ Akumajō Dorakyura) | Super Nintendo Entertainment System (SNES)                                                                     | 1991 |
| Castlevania II: Belmont's Revenge                                        | The Legend of Dracula II (ドラキュラ伝説ＩＩ Dorakyura Densetsu II) | Nintendo Game Boy                                                                                              | 1991 |
| Castlevania X68000 (No disponible en Norteamérica/Europa)                | Devil's Castle Dracula (悪魔城ドラキュラ Akumajō Dorakyura) | Sharp X68000                                                                                                   | 1993 |
| Akumajō Dracula X: Rondo of Blood (No disponible en Norteamérica/Europa) | Devil's Castle Dracula X: Rondo of Blood (悪魔城ドラキュラＸ血の輪ロンド廻 Akumajō Dorakyura X: Chi no Rondo)                                                           | PC Engine, Wii, PSP                                                                                            | 1993 |
| Castlevania: The New Generation Castlevania: Bloodlines (Norteamérica)   | Vampire Killer (バンパイアキラーVampre Killer Banpaia Kirā) | Sega Mega Drive/Sega Genesis                                                                                   | 1994 |
| Castlevania: Vampire's Kiss Castlevania: Dracula X (Norteamérica)        | Devil's Castle Dracula XX (悪魔城ドラキュラＸＸ Akumajō Dracula XX) | Super Nintendo Entertainment System (SNES)                                                                     | 1995 |
| Castlevania: Symphony of the Night                                       | Devil's Castle Dracula X: Nocturne in the Moonlight (悪魔城ドラキュラＸ月下の夜想曲 Akumajō Dorakyura X: Gekka no Yasōkyoku)                                            | PlayStation, Sega Saturn, Android, PSP (desbloqueándolo en Castlevania: The Dracula X Chronicles)              | 1997 |
| Castlevania Legends                                                      | Devil's Castle Dracula: Dark Night Prelude (悪魔城ドラキュラ漆黒たる前奏曲 Akumajō Dorakyura: Shikkoku Taru Zensōkyoku)                                                 | Nintendo Game Boy                                                                                              | 1997 |
| Castlevania (más conocido como Castlevania 64)                           | Devil's Castle Dracula Apocalypse: Real Action Adventure (悪魔城ドラキュラ黙示録 Real Action Adventure Akumajō Dorakyura Mokushiroku Rearu Akushion Adventuru)          | Nintendo 64 | 1999 |
| Castlevania: Legacy of Darkness                                          | Devil's Castle Dracula Apocalypse Side-Story: Legend of Cornell (悪魔城ドラキュラ黙示録外伝 Leyend of Cornell Akumajō Dorakyura Mokushiroku Gaiden Rejendo obu Corneru) | Nintendo 64 | 1999 |
| Castlevania Chronicles                                                   | Castlevania Chronicle: Demon Castle Dracula (Castlevania Chronicle 悪魔城年代記悪魔城ドラキュラ Kyassuruvania Kuronikuru Akumajō Nendaiki: Akumajō Dorakyura)           | PlayStation | 2001 |
| Castlevania: Circle of the Moon                                          | Devil's Castle Dracula: Circle of the Moon (悪魔城ドラキュラ Circle of the Moon Akumajo Dorakyura: Sākuru obu za Mūn)                                                   | Nintendo Game Boy Advance                                                                                      | 2001 |
| Castlevania: Harmony of Dissonance                                       | Castlevania: Concerto of Midnight Sun (キャッスルヴァニアCastlevania白夜の協奏曲 Kyassuruvania: Byakuya no Kyōsōkyoku)                                                  | Nintendo Game Boy Advance                                                                                      | 2002 |
| Castlevania: Aria of Sorrow                                              | Castlevania: Minuet of Dawn (Castlevania暁月の円舞曲 Kyassuruvania: Akatsuki no Enbukyoku)                                                                              | Nintendo Game Boy Advance                                                                                      | 2003 |
| Castlevania: Lament of Innocence                                         | Castlevania (Castlevaniaキャッスルヴァニア Kyassuruvania) | PlayStation 2                                                                                                  | 2003 |
| Castlevania: Dawn of Sorrow                                              | Devil's Castle Dracula: Cross of the Blue Moon (悪魔城ドラキュラ 蒼月の十字架 Akumajō Dorakyura: Sōgetsu no Jūjika)                                                     | Nintendo DS | 2005 |
| Castlevania: Curse of Darkness                                           | Devil's Castle Dracula: Curse of Darkness (悪魔城ドラキュラ 闇の呪印 Akumajō Dorakyura: Yami no Juin)                                                                   | PlayStation 2, Xbox                                                                                            | 2005 |
| Castlevania: Portrait of Ruin                                            | Devil's Castle Dracula: Gallery of Labyrinth (悪魔城ドラキュラ ギャラリー オブ ラビリンス Akumajō Dorakyura: Garery obu Rabyrinto)                                      | Nintendo DS | 2006 |
| Castlevania: Order of Shadows                                            | Castlevania: Order of Shadows (Castlevania Order of Shadows Kyassuruvania Oruderu obu Shadousu)                                                                         | Aplicación para celular                                                                                        | 2007 |
| Castlevania: The Dracula X Chronicles                                    | Devil's Castle Dracula X Chronicle (悪魔城ドラキュラＸクロニクル Akumajō Dorakyura X Kuronikuru)                                                                        | PlayStation Portable                                                                                           | 2007 |
| Akumajō Dracula: The Medal                                               | Devil's Castle Dracula: The Medal (悪魔城ドラキュラ The Medal Akumajō Dorakyura za Medaru)                                                                              | Arcade | 2008 |
| Castlevania: Order of Ecclesia                                           | Devil's Castle Dracula: The Stolen Seal (悪魔城ドラキュラ 奪われた刻印 Akumajō Dorakyura Ubawareta Kokuin)                                                              | Nintendo DS | 2008 |
| Castlevania Judgment                                                     | Devil's Castle Dracula: Judgment (悪魔城ドラキュラJudgmentジャッジメント Akumajō Dorakyura Jajjimento)                                                                  | Wii | 2008 |
| Castlevania: The Arcade                                                  | Devil's Castle Dracula: The Arcade (悪魔城ドラキュラ The Arcade Akumajō Dorakyura za Arcade)                                                                            | Arcade | 2009 |
| Pachislot Akumajo Dracula                                                | Pachislot Devil's Castle Dracula (パチスロ悪魔城ドラキュラ Pachisuro Akumajō Dorakyura)                                                                                 | Pachislot | 2009 |
| Castlevania: The Adventure Rebirth                                       | The Leyend of Dracula Rebirth (ドラキュラ伝説 ReBirth Dorakyura Densetsu Ribāsu)                                                                                        | Wii (WiiWare)                                                                                                  | 2009 |
| Pachislot Akumajō Dracula II                                             | Pachislot Devil's Castle Dorakyura II (パチスロ悪魔城ドラキュラⅡ Pachisuro Akumajō Dorakyura II)                                                                        | Pachislot | 2010 |
| Castlevania: Harmony of Despair                                          | Devil's Castle Dracula: Harmony of Despair (悪魔城ドラキュラHarmony of Despairハーモニー オブ ディスペアー Akumajō Dorakyura: Harumony obu Disupea)                     | Xbox 360 (Xbox Live Arcade), PlayStation 3 (PlayStation Store)                                                 | 2010 |
| Castlevania Puzzle: Encore of the Night                                  | Devil's Castle Dracula X: Nocturne Revisited (悪魔城ドラキュラX 追憶の夜想曲 )                                                                                          | iPhone/iPod Touch                                                                                              | 2010 |
| Castlevania: Lords of Shadow                                             | Castlevania: Lords of Shadow (キャッスルヴァニア ロード オブ シャドウ)                                                                                                  | PlayStation 3, Xbox 360, Windows                                                                               | 2010 |
| Pachislot Akumajo Dracula                                                | Pachislot Devil's Castle Dorakyura III (パチスロ悪魔城ドラキュララⅢ Pachisuro Akumajō Dorakyura III)                                                                    | Pachislot | 2012 |
| Castlevania: Lords of Shadow - Mirror of Fate                            | Castlevania: Lords of Shadow - Mirror of Fate (キャッスルヴァニア ロード オブ シャドウ ミラー オブ フェイト)                                                            | Nintendo 3DS, PlayStation 3, Xbox 360, Windows                                                                 | 2013 |
| Castlevania: Lords of Shadow 2                                           | Castlevania: Lords of Shadow 2 (キャッスルヴァニア ロード オブ シャドウ2)                                                                                               | PlayStation 3, Xbox 360, Windows                                                                               | 2014 |
| CR Pachinko Akumajo Dracula                                              | CR 悪魔城ドラキュラ | Pachinko | 2015 |
| Pachislot Akumajō Dracula: Lords of Shadow                               | パチスロ悪魔城ドラキュラ ロード オブ シャドウ | Pachislot | 2017 |
| Castlevania: Grimoire of Souls                                           | 悪魔城ドラキュラ Grimoire of Souls | APP: Android, iOS, MacOS y Apple Tv                                                                            | 2019 |
| Castlevania: Moonlight Rhapsody                                          | 月夜狂想曲 Yuèyè Kuángxiǎngqǔ | APP: Android, iOS                                                                                              | 2020 |

## Cronología
Se establece la cronología de acuerdo al orden cronológico de la historia narrada en los videojuegos de la serie Castlevania. Antes del lanzamiento de Castlevania: Harmony of Dissonance en 2002, todos los juegos de la serie estaban aceptados dentro de la cronología oficial, incluyendo las versiones alternativas de ciertos juegos (como el Super Castlevania IV y Vampire's Kiss de SNES) aceptados como la continuidad canónica de la trama de la serie. Sin embargo, cuando Koji Igarashi tomó el mando como productor de la serie en 2002, revisó la cronología de la serie y eliminó algunos juegos de ella (Castlevania Legends, Castlevania 64, Castlevania: Legacy of Darkness y Castlevania: Circle of the Moon) y tiempo después lo publicó en su cronología en 2005. IGA justificó esta decisión al decir que intentó hacer la cronología de la serie mucho más coherente, aunque muchos fanáticos lo criticaron por esto, diciendo que había arruinado la cronología establecida. Otros fanes precisan que los juegos que Igarashi desincorporó fueron juegos en cuyo desarrollo él no tuvo relación ni conexión alguna, después de que Castlevania: Symphony of the Night, que fue el primer título de Igarashi, saliera a la venta. Sin embargo, más adelante en 2008 por varias razones (como la inclusión de Cornell de Castlevania: Legacy of Darkness en el juego de pelea Castlevania Judgment de Wii) volvió a reinsertar esos juegos en su cronología a excepción de Castlevania Legends.
Una cronología oficial en inglés salió en 2006 junto con la edición del 20.º Aniversario de la saga Castlevania de Castlevania: Portrait of Ruin. Esta cronología resolvió varias dudas de los fanes sobre la cronología de los videojuegos de la saga, ya que incluyó estos videojuegos como parte del canon oficial: Castlevania 64, Castlevania: Legacy of Darkness y Castlevania: Circle of the Moon (descartando a Castlevania Legends por completo).
Otra cronología oficial en japonés fue lanzada por Konami en 2007 en su página web japonesa, y esta cronología de nuevo elimina los siguientes videojuegos del canon oficial: Castlevania 64, Castlevania: Legacy of Darkness y Castlevania: Circle of the Moon (dejando a Castlevania Legends olvidado para siempre). Y debido a que no ha sufrido ningún cambio desde ese año a la actualidad, actualmente se le considera la cronología oficial.
A partir de Castlevania: Lords of Shadow se inicia una cronología alternativa para la saga distinta a la actual cronología oficial, cuando la propia Konami califica oficialmente el juego como un "reinicio", descartando que es un simple spin-off. Se trata de un nuevo comienzo de la saga, que no guarda relación ninguna, ni reemplaza la cronología oficial.

### Cronología oficial
| Año  | Título del juego                      | Notas | Protagonista                      | Plataformas                                                                                            |
| 1094 | Castlevania: Lament of Innocence      | | Leon Belmont                      | PS2 |
| 1476 | Castlevania III: Dracula's Curse      | | Trevor Belmont                    | NES |
| 1479 | Castlevania: Curse of Darkness        | | Hector                            | PS2, XBOX                                                                                              |
| 1576 | Castlevania: The Adventure            | | Christopher Belmont               | Game Boy                                                                                               |
| 1591 | Castlevania II: Belmont's Revenge     | | Christopher Belmont               | Game Boy                                                                                               |
| 1691 | Castlevania                           | Ambos son conocidos como Akumajō Dracula en Japón y no oficialmente como Castlevania X68000 en Sharp X68000 | Simon Belmont                     | NES |
| 1691 | Castlevania Chronicles                | Ambos son conocidos como Akumajō Dracula en Japón y no oficialmente como Castlevania X68000 en Sharp X68000 | Simon Belmont                     | X68000, PS1                                                                                            |
| 1698 | Castlevania II: Simon's Quest         | | Simon Belmont                     | NES |
| 1748 | Castlevania: Harmony of Dissonance    | | Juste Belmont                     | Game Boy Advance                                                                                       |
| 1792 | Akumajō Dracula X: Rondo of Blood     | Los tres son conocidos como Dracula X                                                                       | Richter Belmont                   | PC Engine                                                                                              |
| 1792 | Castlevania: Vampire's Kiss           | Los tres son conocidos como Dracula X                                                                       | Richter Belmont                   | SNES                                                                                                   |
| 1792 | Castlevania: The Dracula X Chronicles | Los tres son conocidos como Dracula X                                                                       | Richter Belmont                   | PSP |
| 1797 | Castlevania: Symphony of the Night    | | Alucard                           | Sega Saturn, PSX, PSP (Desbloqueable en Castlevania The Dracula X Chronicles), Xbox 360, Android e iOS |
| 1800 | Castlevania: Order of Ecclesia        | | Shanoa                            | Nintendo DS                                                                                            |
| 1917 | Castlevania: Bloodlines               | | John Morris y Eric Lecarde        | Mega Drive/Genesis                                                                                     |
| 1944 | Castlevania: Portrait of Ruin         | | Jonathan Morris y Charlotte Aulin | Nintendo DS                                                                                            |
| 2035 | Castlevania: Aria of Sorrow           | | Soma Cruz                         | Game Boy Advance                                                                                       |
| 2036 | Castlevania: Dawn of Sorrow           | | Soma Cruz                         | Nintendo DS, teléfonos Java                                                                            |

### Cronología Lords of Shadow
| Año       | Título del juego                              | Protagonista                                 |
| 1047      | Castlevania: Lords of Shadow                  | Gabriel Belmont                              |
| 1073–1101 | Castlevania: Lords of Shadow - Mirror of Fate | Trevor Belmont/Simon Belmont/Alucard         |
| 1102–2057 | Castlevania: Lords of Shadow 2                | Gabriel Belmont/Drácula y Alucard (como DLC) |

## Juegos relacionados
Existen también diversos juegos en los que se incluyen elementos de Castlevania o sus personajes. Estos son:
| Título del juego                              | Consola/Plataforma                                                                                                   | Año  | Notas |
| Konami Wai Wai World                          | Nintendo Famicom, aplicación para celular                                                                            | 1988 | solo Japón |
| Snatcher                                      | | 1988 | |
| Hai no Majutsushi                             | MSX 2 | 1989 | solo Japón |
| Parodius Da!                                  | Todas las Consolas                                                                                                   | 1990 | solo Japón |
| Wai Wai World 2: SOS From Parsley Castle!!    | Nintendo Famicom, Consola Virtual de Wii U                                                                           | 1991 | solo Japón |
| Ganbare Goemon Gaiden 2: Tenka no Zaihō       | Nintendo Famicom | 1992 | solo Japón |
| Akumajou Special: Boku Dracula-kun            | Nintendo Famicom, Game Boy (lanzado como Kid Dracula en 1993), aplicación para celular                               | 1990 | solo Japón |
| Ganbare Goemon 2: Kiteretsu Shōgun Magginesu  | Super Famicom, Game Boy Advance (en el recopilatorio Kessakusen! Ganbare Goemon 1+2), Consola Virtual de Wii y Wii U | 1993 | solo en Japón |
| Wai Wai Bingo                                 | Medal Game | 1993 | solo en Japón |
| Contra: Hard Corps                            | Sega Genesis | 1994 | |
| Picadilly Circus: Konami Wai Wai World        | Arcade | 1994 | solo en Japón |
| Tokimeki Memorial: Forever with you           | PlayStation, Saturn                                                                                                  | 1995 | solo Japón |
| Wai Wai Jockey                                | Medal Game | 1995 | solo en Japón |
| Jikkyou Power Pro Wrestling '96 - Max Voltage | Super Famicom | 1996 | solo Japón |
| Sexy Parodius                                 | Arcade, PlayStation, Saturn                                                                                          | 1997 | solo Japón |
| Wai Wai Poker                                 | Medal Game | 1997 | solo en Japón |
| Mitsumete Knight R                            | PlayStation, Nintendo 64                                                                                             | 1999 | solo Japón |
| Konami Characore World                        | Aplicación para celular                                                                                              | 2000 | solo en Japón |
| Konami Krazy Racers                           | Game Boy Advance, iPhone OS, Consola Virtual de Wii U                                                                | 2001 | Wai Wai Racing en Japón |
| Evolution Skateboarding                       | PlayStation 2, Nintendo GameCube                                                                                     | 2002 | |
| Dance Dance Revolution Ultramix 3             | Arcade | 2005 | |
| Dance Dance Revolution Universe               | Xbox 360 | 2007 | |
| DDR: Super Nova 2                             | PlayStation 2, Arcade                                                                                                | 2007 | |
| Pop'n Music 15: Adventure                     | Arcade | 2007 | |
| Wai Wai World Sokoban                         | Aplicación para celular                                                                                              | 2006 | |
| THE-BishiBashi                                | Arcade | 2009 | |
| GuitarFreaks & DrumMania V6                   | Arcade | 2009 | |
| Pop'n Music 18: Sengoku Retsuden              | Arcade | 2010 | |
| New International Track & Field               | Nintendo DS | 2008 | |
| Otomedius Excellent                           | Xbox 360 | 2010 | |
| Kingdom Dragonion                             | iPhone OS, Android                                                                                                   | 2015 | |
| Super Bomberman R                             | Nintendo Switch, PlayStation 4, Xbox One, Microsoft Windows                                                          | 2017 | |
| Super Smash Bros. Ultimate                    | Nintendo Switch | 2018 | Se incluyen tanto a Simon como a Richter Belmont como personajes jugables, además de Alucard como personaje asistente y un escenario basado en la saga que tiene diversos jefes que actúan como obstáculos para los combatientes. |
| Astrobot                                      | PlayStation 5 | 2024 | Se incluyen tanto a Alucard (Dandy Dhampir) y Ritcher Belmont (Vampire Killer) como VIP bots. |